# Nallu
Nallu – gaun wikas samiti w środkowej części Nepalu w strefie Bagmati w dystrykcie Lalitpur. Według nepalskiego spisu powszechnego z 2001 roku liczył on 385 gospodarstw domowych i 2165 mieszkańców (1075 kobiet i 1090 mężczyzn).